# 盛記白粥
盛記白粥（Seng Kei (Sucursal)）是澳門一間於二十世紀初期創立的早餐店，主要售賣白粥、豬腸粉、中式糕點、油器、甜品等，直至2025年共有五間分店各分佈在澳門半島及氹仔。

## 歷史
「盛記白粥」創立年份不詳，第一代由原本為木匠的梁勝於沙梨頭開設，原本命名為「勝記」作街頭擺賣，他從朋友那裡「偷師」學會了一些糕點、小食的製作方法，學成之後開設。
「勝記」於1922年捷成事件後，由小販檔改為於商鋪運營，首間店鋪於渡船街開業，但可能因當時中葡譯音出現差錯或其他緣故，店舖的招牌用的是「盛記」，加上店內的招牌為白粥，便取名「盛記白粥」，一直沿用至今；1988年，於雅廉訪大馬路開設首間分店，隨後因配合舊區重建計劃原新橋總店結業和被拆除；目前由第三代傳承人梁慶裕經營。
2019年，盛記白粥聯同另外11間商號獲評定為「澳門特色老店」的商號。
2024年12月20日至30日，由澳門霜冰雪創作實驗劇團主辦，澳門老字號發展協會協辦，澳門基金會資助的《澳門老字號》影片及相片展舉行，展現澳門老字號故事，當中包括聚焦「盛記白粥」等老字號的故事，通過與傳承人的訪談拍攝成短片，展示他們如何在不斷變化的環境中堅持守業，對未來的期待和計劃。

## 售賣產品
「盛記白粥」已開業超過100年的歷史，現時主要售賣的食品較為多元化，包括白粥、中式糕点、魚蓉燒賣、豬腸粉、鹹肉粽、油炸食品外，另販賣不同的甜品如豆腐花、糖水、涼粉等。

## 分店
「盛記白粥」原本是一間位於沙梨頭的小販檔，1920年代遷入新橋區並開設首間店鋪後來由於拆遷原因而結業。1980年代於雅廉訪大馬路開設第一間分店現作為總店至今，隨後分別於新馬路、台山、黑沙環、筷子基及氹仔各開設分店；目前設有五間分店，其中4間位於澳門半島，1間位於氹仔。

## 流行文化
2024年12月播出的《声生不息·大湾区季》第四集以澳門特別行政區成立二十五周年紀念為主題，其中香港藝人阮兆祥到訪盛記白粥位於雅廉訪大馬路的總店與第三代傳承人訪談，體驗當地的人情味。

## 事件
2017年9月13日，澳門民政總署食品安全中心接獲一宗懷疑集體胃腸炎不適事件。兩名顧客於該年9月8日到訪當時位於巴波沙大馬路的“盛記白粥台山分店”進食芒果豆腐花後，於翌日凌晨起陸續出現腹痛、腹瀉及嘔吐等症狀；民署隨後派員前往現場進行衛生調查，抽取食品樣本檢驗，經調查後發現店內衛生環境一般，冷凍與冷藏設備之儲存溫度過高，內存食物欠缺適當覆蓋，雪櫃內冷凝水滴入食物；食品貯存不當，即食熟食未有蓋好，長時間置於室溫下；作業人員個人及環境衛生意識薄弱，圍裙及鞋墊等個人物品直接晾於食品處理區域，店內有害蟲出沒；民署人員即時要求餐廳人員檢討、整頓食品貯存環境、雪櫃、人員及環境衛生，做好場所滅蟲與清潔；同時敦促涉事場所安排員工修讀食品衛生督導員課程及參加基礎食品衛生講座，加強員工對食品及個人的衛生知識。

## 外部連結
- 澳門特色老店-盛記白粥